# استان کانیته
استان کانیته (به اسپانیایی: Provincia de Cañete) یک استان در پرو است که در منطقه لیما واقع شده‌است. استان کانیته ۴٬۵۷۷٫۱۶ کیلومتر مربع مساحت و ۲۴۰٬۰۱۳ نفر جمعیت دارد.